# Hedtjärnen (Hällefors socken, Västmanland, 664017-143103)
Hedtjärnen är en sjö i Hällefors kommun i Västmanland och ingår i Göta älvs huvudavrinningsområde.